# Sofia Belattar
Pour les articles homonymes, voir Belattar.
Sofia Belattar, née le 9 février 1995, est une judokate marocaine.

## Carrière
Dans la catégorie des moins de 63 kg, Sofia Belattar remporte la médaille d'or des Championnats d'Afrique de judo 2017, la médaille d'argent des Championnats d'Afrique de judo 2018, 2019 et 2020 et la médaille de bronze des Jeux de la Francophonie 2013 et des Jeux de la Francophonie 2017.

## Palmarès
| Année | Compétition                    | Lieu            | Résultat | Catégorie      |
| ----- | ------------------------------ | --------------- | -------- | -------------- |
| 2010  | Championnats d'Afrique juniors | Dakar           | 2e       | Moins de 57 kg |
| 2013  | Championnats d'Afrique juniors | Alger           | 2e       | Moins de 63 kg |
| 2013  | Jeux de la Francophonie        | Nice            | 3e       | Moins de 63 kg |
| 2015  | Championnats d'Afrique         | Libreville      | 7e       | Moins de 63 kg |
| 2015  | Championnats d'Afrique juniors | Charm el-Cheikh | 3e       | Moins de 63 kg |
| 2017  | Championnats d'Afrique         | Antananarivo    | 1re      | Moins de 63 kg |
| 2017  | Jeux de la Francophonie        | Abidjan         | 3e       | Moins de 63 kg |
| 2018  | Championnats d'Afrique         | Tunis           | 2e       | Moins de 63 kg |
| 2019  | Championnats d'Afrique         | Le Cap          | 2e       | Moins de 63 kg |
| 2019  | Jeux africains                 | Rabat           | 3e       | Moins de 63 kg |
| 2020  | Championnats d'Afrique         | Antananarivo    | 2e       | Moins de 63 kg |
| 2024  | Championnats d'Afrique         | Le Caire        | 3e       | Moins de 70 kg |